# Atletisme als Jocs Olímpics d'Estiu de 1920 - 4x100 metres relleus masculins
Els 4x100 metres relleus masculins va ser una de les proves del programa d'atletisme disputades durant els Jocs Olímpics d'Anvers de 1920. La prova es va disputar entre el 21 i el 22 d'agost de 1920 i hi van prendre part 52 atletes de 13 nacions diferents.

## Medallistes
| Or                                                                              | Plata                                                           | Bronze                                                                |
| Estats UnitsCharles Paddock · Jackson Scholz · Loren Murchison · Morris Kirksey | FrançaRené Lorain · René Tirard · René Mourlon · Émile Ali-Khan | SuèciaAgne Holmström · William Petersson · Sven Malm · Nils Sandström |

## Rècords
Aquests eren els rècords del món i olímpic que hi havia abans de la celebració dels Jocs Olímpics de 1920.
| Rècord del Món | 42.3" | Otto Röhr · Max Herrmann · Erwin Kern · Richard Rau | Estocolm (SWE) | 8 de juliol de 1912 |
| Rècord Olímpic | 42.3" | Otto Röhr · Max Herrmann · Erwin Kern · Richard Rau | Estocolm (SWE) | 8 de juliol de 1912 |

En la final l'equip estatunidenc format per addock, Scholz, Munchison i Kirskey millorà el rècord del món.

## Resultats

### Semifinals
- (entre parèntesis temps estimat)

| Pos. | Atleta       | Nació                                                         | Temps     |
| ---- | ------------ | ------------------------------------------------------------- | --------- |
| 1    | Estats Units | Charlie Paddock Jackson Scholz Loren Murchison Morris Kirksey | 43"0      |
| 2    | Luxemburg    | Jean Colbach Paul Hammer Jean Proess Alex Servais             | (44"4)    |
| 3    | Espanya      | Félix Mendizábal Diego Ordóñez Carlos Botín Federico Reparaz  | (44"6)    |
| .    | Itàlia       | Vittorio Zucca Giovanni Orlandi Giorgio Croci Mario Riccobono | (43"6) DQ |
| .    | Noruega      | Bjarne Guldager Erling Aastad Asle Bækkedal Rolf Stenersen    | (44"0) DQ |

| Pos. | Atleta        | Nació                                                         | Temps  |
| ---- | ------------- | ------------------------------------------------------------- | ------ |
| 1    | França        | René Lorain René Tirard René Mourlon Émile Ali-Khan           | 43"0   |
| 2    | Regne Unit    | William Hill Harold Abrahams Denis Black Victor d'Arcy        | (43"3) |
| 3    | Països Baixos | Albert Heijnneman Jan de Vries Harry van Rappard Cor Wezepoel | (43"5) |
| 4    | Bèlgica       | Max Houben Julien Lehouck Omer Smet Paul Brochart             | (43"7) |

| Pos. | Atleta     | Nació                                                           | Temps  |
| ---- | ---------- | --------------------------------------------------------------- | ------ |
| 1    | Suècia     | Agne Holmström William Petersson Sven Malm Nils Sandström       | 43"4   |
| 2    | Dinamarca  | Henri Thorsen Fritiof Andersen August Sørensen Marinus Sørensen | (43"8) |
| 3    | Sud-àfrica | Jack Oosterlaak Willie Bukes Henry Dafel Frank Irvine           | (44"0) |
| 4    | Suïssa     | August Waibel Walter Leibundgut Adolf Rysler Josef Imbach       | (44"2) |

### Final
| Pos. | Atleta       | Nació                                                           | Temps oficial | Temps oficiós |
| ---- | ------------ | --------------------------------------------------------------- | ------------- | ------------- |
| 1    | Estats Units | Charlie Paddock Jackson Scholz Loren Murchison Morris Kirksey   | 42"2 RM       |               |
| 2    | França       | René Lorain René Tirard René Mourlon Émile Ali-Khan             |               | 42"5          |
| 3    | Suècia       | Agne Holmström William Petersson Sven Malm Nils Sandström       |               | 42"8          |
| 4    | Regne Unit   | William Hill Harold Abrahams Denis Black Victor d'Arcy          |               | 43"0          |
| 5    | Dinamarca    | Henri Thorsen Fritiof Andersen August Sørensen Marinus Sørensen |               | 43"3          |
| 6    | Luxemburg    | Jean Colbach Paul Hammer Jean Proess Alex Servais               |               | 43"6          |